# José Pérez Llacer
Pour les articles homonymes, voir José Pérez et Pérez.
Pérez  Llacer est un nom espagnol. Le premier nom de famille, en général paternel, est Pérez ; le second, en général maternel, souvent omis, est Llacer.
José Pérez Llacer, né le 26 janvier 1927 à Alfafar et mort le 16 juillet 2006 à Valence,, est un coureur cycliste espagnol. Il a notamment remporté une étape du Tour d'Espagne en 1948.

## Palmarès
- 1946
  -  Champion d'Espagne indépendants
- 1947
  - 3e et 6e étapes du Tour du Levant
  - 10e du Tour d'Espagne
- 1948
  - 7e étape du Gran Premio Marca[3]
  - 6e étape du Tour d'Espagne
  - 8e du Tour d'Espagne
- 1951
  - 4e étape du Circuit des Six Provinces (contre-la-montre)[3]
  - 2e du Circuit de Bourgogne
- 1952
  - Tour du Vaucluse
- 1953
  - Grand Prix d'Andalousie

## Résultats sur les grand tours

### Tour d'Espagne
4 participations
- 1947 : 10e
- 1948 : 8e, vainqueur de la 6e étape
- 1955 : abandon (1re étape)
- 1956 : abandon (12e étape)

### Tour d'Italie
1 participation 
- 1954 : 50e